# V/H/S 99
Pour les articles homonymes, voir VHS.
Série
V/H/S 94
(2021) V/H/S 85
(2023)
Pour plus de détails, voir Fiche technique et Distribution.
V/H/S 99 est un film à sketches horrifique found footage américain sorti en 2022. Il s'agit du 5ème volet de la franchise V/H/S (en).
Il est présenté en avant-première au festival international du film de Toronto 2022 dans la catégorie Midnight madness. Il est ensuite diffusé le 20 octobre 2022 sur la plateforme américaine Shudder (en) d'AMC Networks, où il bat des records de streaming et devient le film le plus regardé de la plateforme, un titre jusqu'alors détenu par le volet précédent : V/H/S 94.

## Synopsis
Le film se présente comme une mixtape de 5 récits différents se déroulant en 1999. Contrairement aux précédents volets de la franchise V/H/S (en), le film ne comporte pas de trame narrative globale entre chaque court-métrage. À la place, de courtes animations en stop-motion de soldats de plomb (tournées par Brady, personnage du sketch "The Gawkers") servent d'interlude.
- Shredding, réalisé par Maggie Levin

Pour satisfaire leurs fans en ligne, un groupe de rock d'adolescents nommée R.A.C.K (acronyme pour les membres Rachel, Ankur, Chris et Kaleb) sont prêts à tout pour attiser leur célébrité, quitte même à réveiller les esprits.
- Suicide Bid, réalisé par Johannes Roberts

Afin d'intégrer une sororité étudiante assez spéciale, Lily se voit dans l'obligation de céder à un bizutage : être enterrée vivante dans un parc où règnerait, selon les légendes urbaines, un esprit maléfique.
- Ozzy’s Dungeon, réalisé par Flying Lotus

Le présentateur d'un jeu télé pour enfants est une icône pour les jeunes qui y participent. Mais pour la jeune Donna, tout ne va pas se passer comme elle l'avait imaginé et l'émission va se terminer dans un bain de sang. Les parents, furieux, ne peuvent laisser passer et fomentent une vengeance.
- The Gawkers, réalisé par Tyler MacIntyre

Lorsque Sandra, une nouvelle voisine, vient à s'installer dans leur quartier, des ados veulent faire sa connaissance, même s'ils doivent en passer par le voyeurisme. Ils en seront sévèrement punis.
- To Hell and Back Again, réalisé par Vanessa et Joseph Winter

Invités à filmer des sorcières en pleine pratique occulte, un reporter et son caméraman se retrouvent en enfer et font la rencontre d'une certaine Mabel qui propose son aide pour leur faire retrouver le chemin de la Terre, tombant sur d'atroces démons au passage.

## Fiche technique
Sauf indication contraire, les informations mentionnées dans cette section peuvent être confirmées par la base de données cinématographiques IMDb,  présente dans la section « Liens externes ».
- Titre original : V/H/S 99
- Réalisation : Johannes Roberts (Suicide Bid), Vanessa et Joseph Winter (To Hell And Back), Maggie Levin (Shredding), Tyler MacIntyre (The Gawkers), Flying Lotus (Ozzy's Dungeon)
- Scénario : Zoe Cooper (segment Ozzy's Dungeon), Flying Lotus (Ozzy's Dungeon), Maggie Levin (Shredding), Tyler MacIntyre (The Gawkers), Johannes Roberts (Suicide Bid), Vanessa et Joseph Winter (To Hell And Back)
- Musique : Keeley Bumford Dresage
- Photographie : Alexander Chinnici et Alex Choonoo
- Montage : Andy Holton et Thom Newell
- Production : David Bruckner, Josh Goldbloom et Brad Miska
- Sociétés de production : Radio Silence Productions
- Société de distribution :
- Pays de production :  États-Unis
- Langue originale : anglais
- Format : couleurs - 35 mm - 1.78:1 - Son Dolby Digital numérique
- Genres : horreur, found footage, anthologie, thriller
- Dates de sortie : 
  - Canada : 16 septembre 2022[1],[2] (festival de Toronto) 
  - États-Unis : 20 octobre 2022 (en vidéo à la demande sur Shudder)

## Distribution
Shredding
- Jesse LaTourette : Rachel
- Keanush Tafreshi : Ankur
- Dashiell Derrickson : Chris Carbonara
- Jackson Kelly : Kaleb
- Veronica Blue : Deirdre
- Tybee Diskin : RC
- Kelley Missal : Jessie
- Melissa Macedo : Jessie Deux
- Aminah Nieves : Charissa

Suicide Bid
- Ally Ioannides : Lily
- Rolando Davila-Beltran : Brian

Ozzy's Dungeon
- Steven Ogg : le présentateur
- Amelia Ann : Donna
- Sonya Eddy (en) : Debra, la mère de Donna
- Jerry Boyd : Marcus, le père de Donna
- Charles Lott Jr : Brandon, le frère de Donna
- Stephanie Ray : Ozzy

The Gawkers
- Emily Sweet : Sandra
- Ethan Pogue : Brady
- Luke Mullen : Dylan
- Tyler Lofton : Kurt
- Duncan Anderson : Boner
- Janna Bossier : la maman

To Hell And Back
- Joseph Winter : Troy
- Archelaus Crisanto : Nate
- Melanie Stone : Mabel